# Tacciana Chadniewicz
Tacciana Mikałajeuna Chadniewicz z domu Babuk (biał. Таццяна Мікалаеўна Хадневіч (Бабук), ros. Татьяна Николаевна Ходневич (Бабук), Tatjana Nikołajewna Chodniewicz (Babuk); ur. 3 grudnia 1954 w Kowalowie w rejonie puchowickim) – białoruska milicjantka i polityk, deputowana do Rady Najwyższej Republiki Białorusi XIII kadencji, w latach 1996–2000 deputowana do Izby Reprezentantów Zgromadzenia Narodowego Republiki Białorusi I kadencji.

## Życiorys

### Młodość i praca
Urodziła się 3 grudnia 1954 roku we wsi Kowalowo, w rejonie puchowickim obwodu mińskiego Białoruskiej SRR, ZSRR. W 1964 roku rozpoczęła naukę w III klasie, a w 1972 roku ukończyła Szkołę Średnią Nr 4 w Marinej Horce. W tym samym roku rozpoczęła studia na Wydziale Prawa Białoruskiego Uniwersytetu Państwowego im. Lenina. W 1978 roku ukończyła studia wieczorowo z wyróżnieniem, ze specjalnością „nauki prawne”, uzyskując kwalifikacje prawniczki. Posiada stopień podpułkownika milicji. Pracę rozpoczęła w szkole średniej, w której sama się uczyła. Od 5 listopada 1972 pracowała jako laborantka, a od grudnia 1974 roku – starsza drużynowa pionierów w Szkole Średniej Nr 4. Od 29 kwietnia 1976 do 2 maja 2001 roku odbywała służbę w Puchowickim Rejonowym Wydziale Spraw Wewnętrznych (RWSW) jako inspektorka ds. niepełnoletnich, sędzia śledcza, starsza sędzia śledcza, naczelniczka wydziału śledczego. Od 20 listopada 1989 roku do lutego 1996 roku była zastępczynią kierownika Puchowickiego RWSW ds. śledczych, a potem zastępczynią kierownika Puchowickiego RWSW ds. pracy z personelem (według innego źródła w latach 1976–1982 pracowała jako laborantka, starsza drużynowa pionierów, inspektorka rejonowa ds. niepełnoletnich, w latach 1982–1989 była sędzia śledczą i starszą sędzią śledczą). Służbę rozpoczęła w stopniu młodszego lejtnanta, a zakończyła w stopniu pułkownika milicji. W 1999 roku była  podpułkownikiem.

### Działalność parlamentarna
W drugiej turze wyborów parlamentarnych 28 maja 1995 roku została wybrana na deputowaną do Rady Najwyższej Republiki Białorusi XIII kadencji z Rudzieńskiego Okręgu Wyborczego Nr 204. 9 stycznia 1996 roku została zaprzysiężona na deputowaną. Od 23 stycznia pełniła w Radzie Najwyższej funkcję członkini Stałej Komisji ds. Bezpieczeństwa Narodowego, Obrony i Walki z Przestępczością. Była bezpartyjna. Poparła dokonaną przez prezydenta Alaksandra Łukaszenkę kontrowersyjną i częściowo nieuznaną międzynarodowo zmianę konstytucji. 27 listopada 1996 roku przestała uczestniczyć w pracach Rady Najwyższej i weszła w skład utworzonej przez prezydenta Izby Reprezentantów Zgromadzenia Narodowego Republiki Białorusi I kadencji. Pełniła w niej funkcję zastępczyni przewodniczącego Komisji Spraw Międzynarodowych i Bezpieczeństwa Narodowego. Zgodnie z Konstytucją Białorusi z 1994 roku jej mandat deputowanej do Rady Najwyższej zakończył się 9 stycznia 2001 roku; kolejne wybory do tego organu jednak nigdy się nie odbyły. Jej kadencja w Izbie Reprezentantów zakończyła się 21 listopada 2000 roku.
Od maja 2001 do kwietnia 2013 roku pracowała w Sekretariacie Izby Reprezentantów jako kierowniczka Działu Prawodawstwa Obywatelskiego, Pracowniczego i Socjalnego.

## Odznaczenia
- Medal „Za nienaganną służbę” I klasy (ZSRR)[1];
- Medal „Za nienaganną służbę” II klasy (ZSRR)[1];
- Medal „Za nienaganną służbę” III klasy (ZSRR)[1].

## Życie prywatne
Tacciana Chadniewicz jest mężatką, ma trzech synów. W 1995 roku mieszkała w Marinej Horce.